# Montbau

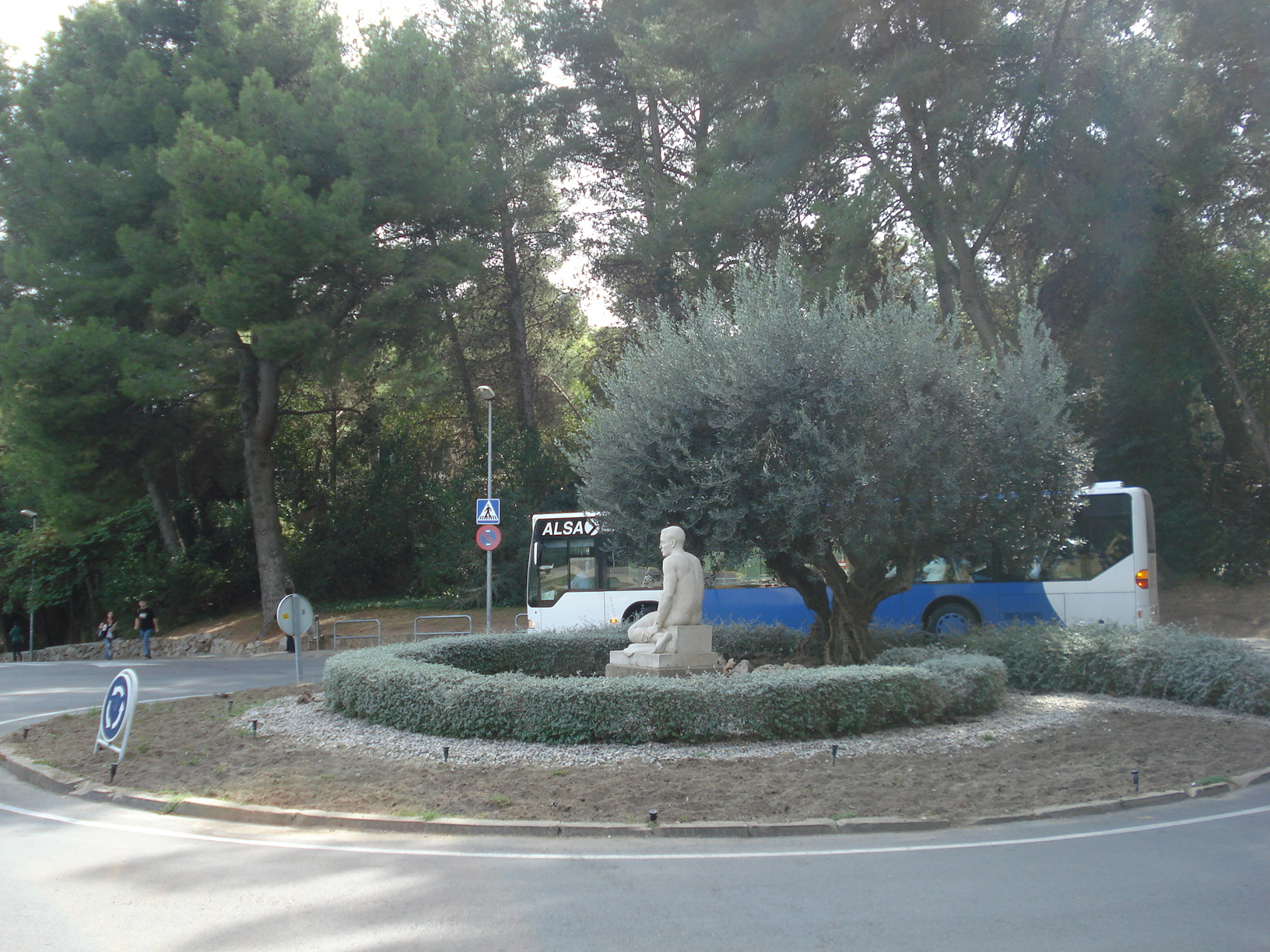
Parada de ônibus do campus de Mundet

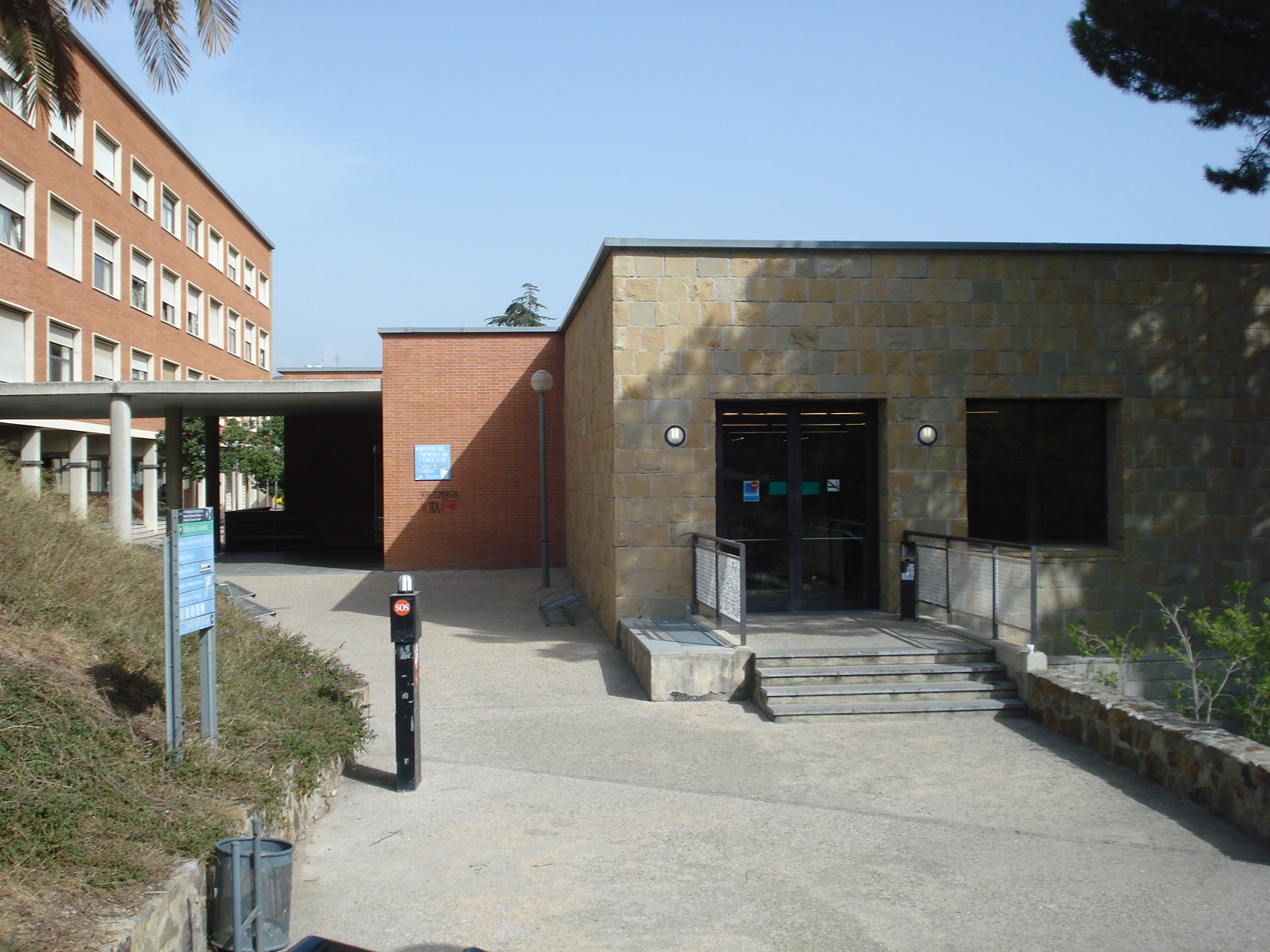
Edifício de Mediodia: Faculdade de Pedagogia e Faculdade de Formação do Professorado

Montbau é um bairro do distrito de Horta-Guinardó, na cidade espanhola de Barcelona, na Catalunha.
Se encontra ao pé da serra de Collserola, sobre a Ronda de Dalt e o Passeio da Vall d'Hebron. Crê-se que o nome do bairro provém de una deformação da torre de Gombau.
Em 1956 começou a se urbanizar a zona, que sempre havia sido pouco habitada, para acolher a imigração que chegava a Barcelona. O Patronato Municipal da Moradia encarregou o projeto de umas 1.300 casas seguindo a linha urbanística racionalista do CIAM; a segunda fase dobrou a densidade que se havia previsto inicialmente.
Na parte oriental do bairro se localiza o campus de Mundet, onde estavam os antigos Hogares Mundet, que constituíam uma entidade de caráter benéfico e que dão nome ao campus. No campus se encontram as faculdades de Psicologia e Pedagogia da Universidade de Barcelona, una residência geriátrica e centros escolares.
Também se encontra o Palácio das Heras, edificação novecentista e com ares de castelo francês que data de 1895 e que está rodeado de jardins.
Na parte ocidental se localiza a cidade sanitária da Segurança Social, o Hospital Vall d'Hebron, o Hospital San Rafael e o CAP (centro de atenção primária) San Rafael, um conjunto dos maior e melhor dotados equipamentos de Catalunha e Espanha.

## Transporte
Há três estações de metro da linha 3 do Metro de Barcelona:
- Vall d'Hebron
- Montbau
- Mundet